# ハルシュタット文化

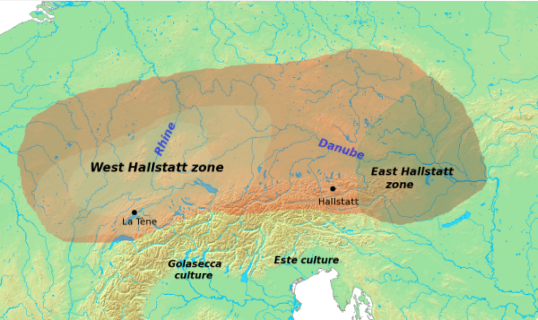
ハルシュタット文化分布図

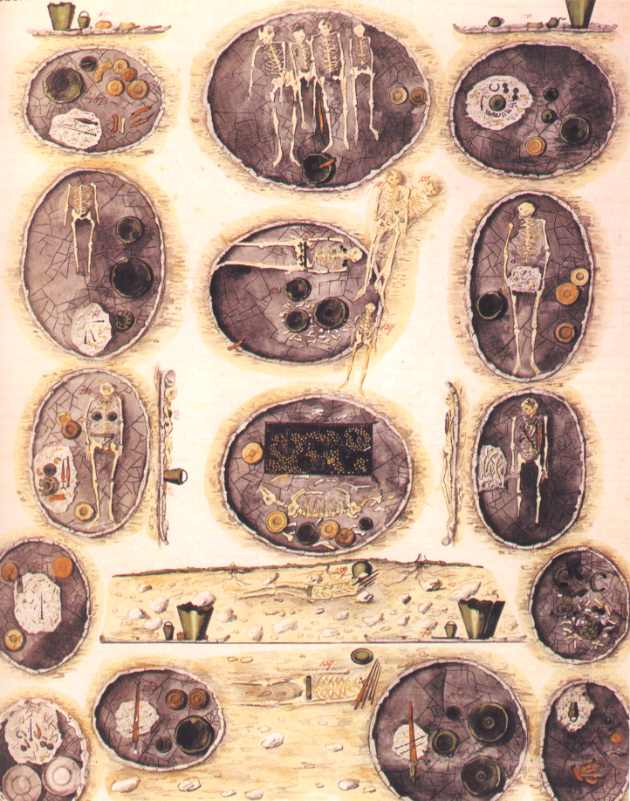
ヨハン・G・ラムザウアー（1795-1874）が友人の画家イジドール・エングル（後のハルシュタット博物館初代館長）に依頼して描かせた水彩画。

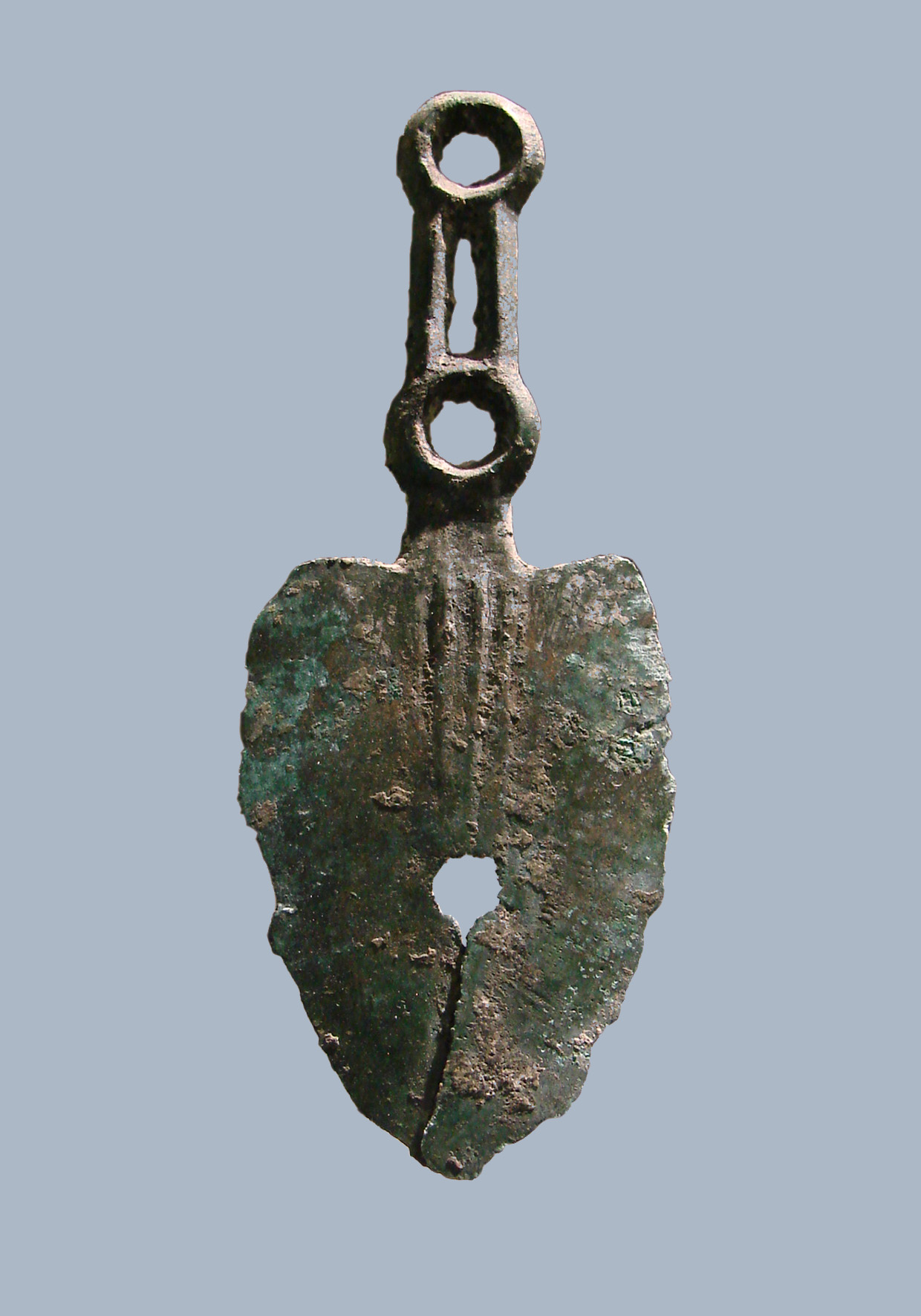
ハルシュタットの青銅器。古代の剃刀のようだが、持ち手と刃に見られる3つの穴から槍の穂先として使われた可能性もある。

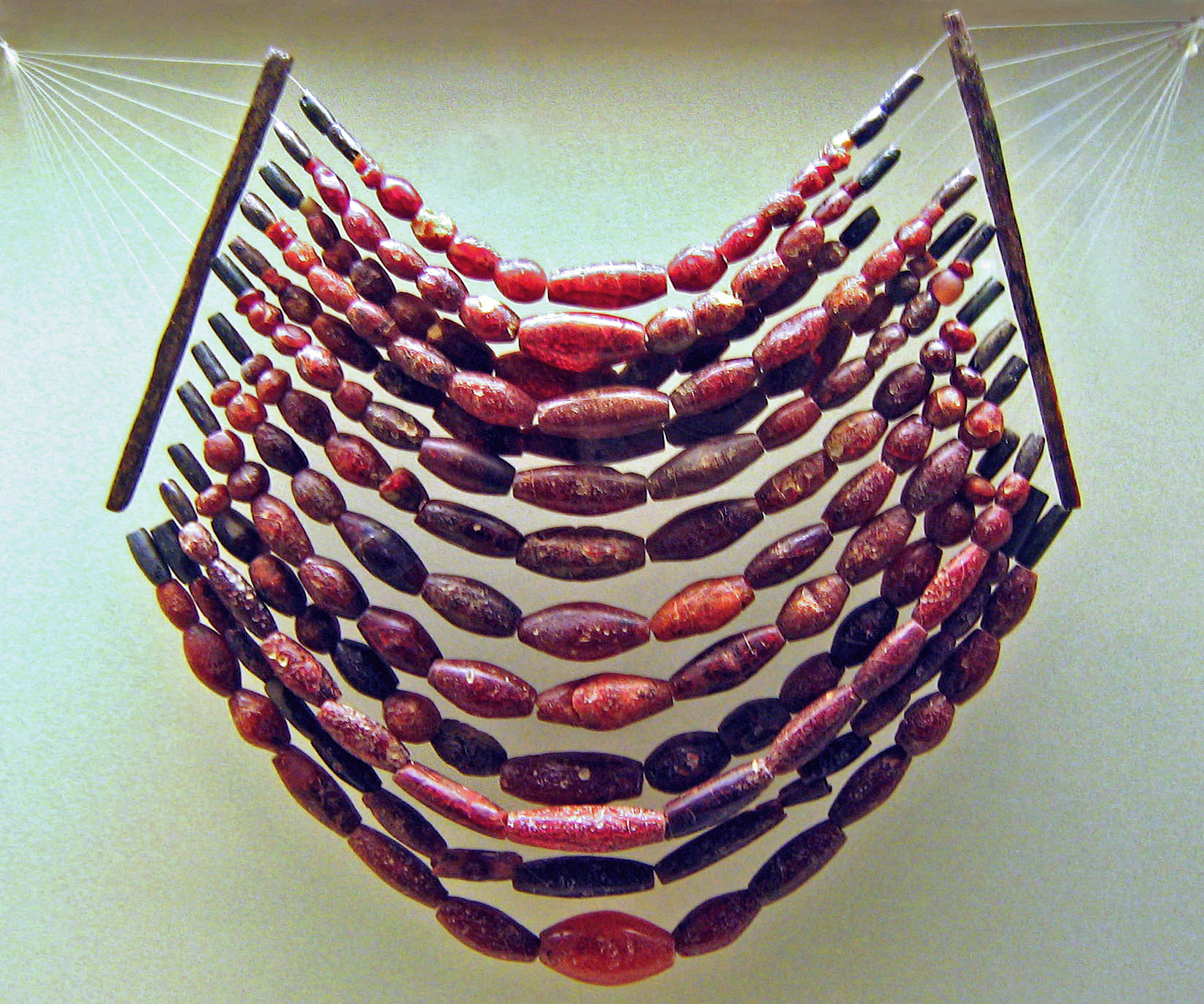
ハルシュタットの琥珀製ネックレス。

ハルシュタット文化（ハルシュタットぶんか）は、中央ヨーロッパにおいて青銅器時代後期（紀元前12世紀以降）の骨壺墓地文化から発展し、鉄器時代初期（紀元前8世紀から紀元前6世紀）にかけて主流となった文化。後に中央ヨーロッパのほとんどはラ・テーヌ文化に移行した。
名称はオーストリアのザルツブルク州の南東の湖岸の村ザルツカンマーグートにある標式遺跡が出土したハルシュタットに由来する。一般的に西文化圏はケルト祖語及びケルト人と、東文化圏は（祖ー）イリュリア人と関係があるとされている。

## ハルシュタット遺跡
1846年ヨハン・ゲオルク・ラムザウアーはハルシュタット近郊で大規模な先史時代の墓地を発見し19世紀後半発掘を続けた。1863年までに980体の遺体と19,497点にのぼる埋葬品が見つかった。
この墓地の墓は紀元前7世紀と紀元前6世紀のものがほとんどである。
ハルシュタットの共同体はこの地域にある岩塩鉱山から岩塩を採掘していたが（「halen」は古ケルト語で「塩」を意味する）、それは新石器時代（紀元前8世紀 - 紀元前5世紀）から続いていた。墓地から見つかった副葬品は様式に特徴があり、この様式で作られたものはヨーロッパの広範囲に分布している。

## 時代区分
ハルシュタット文化は紀元前1200年ごろから紀元前500年ごろまで続いたが、考古学では以下の4期に分けられる。
- ハルシュタットA期：紀元前1200年から紀元前1000年まで
- ハルシュタットB期：紀元前1000年から紀元前800年まで
- ハルシュタットC期：紀元前800年から紀元前650年まで
- ハルシュタットD期：紀元前650年から紀元前475年まで

ハルシュタットA期とB期は青銅器時代後期である。A期にはヴィラノヴァ文化（Villanovan culture）の影響が見られ、B期は火葬が主流であるが墳墓葬が普及しはじめた。
狭義の「ハルシュタット時代」はC期とD期に限定されるが、これは初期ヨーロッパ鉄器時代と時期が重なっている。ハルシュタットD期に次いでラ・テーヌ文化が起こった。

## 地理的区分
1959年コサックは東西で文化が異なる地域があると提唱した。その境界は東経14度から15度にかけて位置しチェコとオーストリアを縦断している。
ハルシュタット西文化圏を含む地域
- フランス北西部：シャンパーニュ＝アルデンヌ地域圏、ロレーヌ地域圏、アルザス地域圏
- スイス北部：スイス高原
- ドイツ南部：シュヴァーベンとバイエルン州ほぼ全域。
- チェコ：ボヘミア
- オーストリア西部：フォアアールベルク州、チロル地方北部、ザルツカンマーグート

ハルシュタット東文化圏を含む地域
- オーストリア東部：ニーダーエスターライヒ州、シュタイアーマルク州
- チェコ東部：モラヴィア
- スロバキア南西部：ダニューブ低地地方
- ハンガリー西部：ハンガリー平原
- スロバキア東部：シュタイエルスカ地方
- クロアチア：フルヴァツコ・ザゴリエ地方

東西の文化圏は主に埋葬習慣と副葬品の違いを基準に区分される。西文化圏では高い地位にあった者は剣（C期）もしくは短剣（D期）と共に葬られたが、東文化圏では斧と共に葬られていた。また西文化圏では戦車葬が行なわれていたが、東文化圏では戦士はしばしば甲冑をつけ葬られていた。

ハルシュタットが西文化圏の主要な定住地とされる一方で、オーストリアのシュタイアーマルク州南部からライプニッツ州西部にかかるズルム渓谷中部のブルクシュタルコーゲルはC期の中心であった。こんにちグラインシュテッテン近郊に、定住地を囲んでいた（元は1,100を越える墳墓があったと推測される）ネクロポリスの一部が見られる。

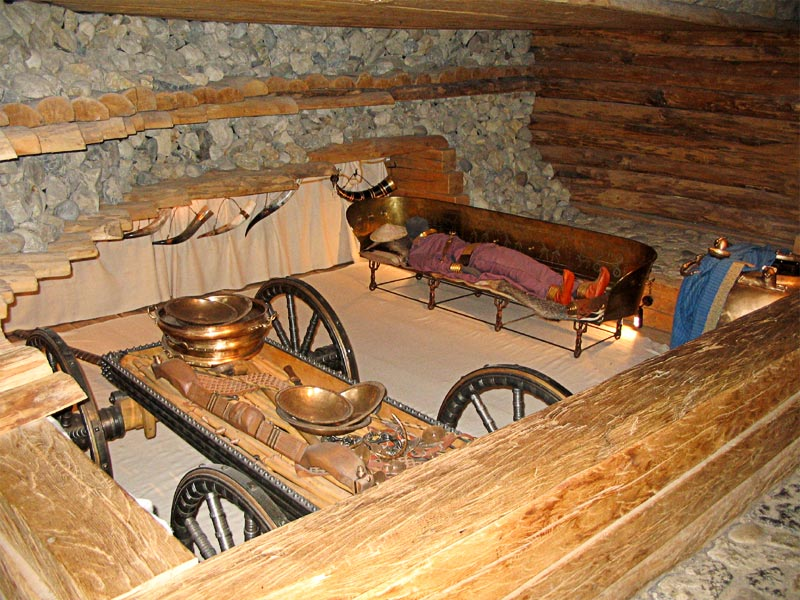
ホッホドルフの首長の墓、内部復元展示。ケルト博物館 (ホッホドルフ)

## 文化と交易
交易と人口の流動はイベリア半島西部、グレートブリテン島そしてアイルランド島にハルシュタット文化の影響を与えた。
ギリシャと交易があったことは、ハルシュタット後期の上流階級の墓からアッティカの黒絵式陶器が出土していることからわかっているが、おそらくマッシリア（マルセイユ）を経由して輸入されたと考えられる。この他輸入された贅沢品には琥珀や象牙、そしてワインも含まれていただろう。ドイツのシュトゥットガルト、ホーホドルフの墓から見つかった赤い染料（コチニール色素）も南からの輸入品によく見られるものである。
定住地の大部分は丘の頂上に位置し要塞化されていた。そこには青銅や銀、金などの細工職人らの作業場があることもしばしばであった。典型的なものにドナウ川（ダニューブ川）上流にある、大きな9基の墳丘に囲まれたドイツのホイネブルクや、ふもとの村ヴィクスで豪華な副葬品が発掘されたフランス東部のシャティヨン＝シュール＝セーヌ近郊のラソワ山、スロヴァキアのモルピールなどがある。
ハルシュタット末期にかけて身分の高い人物の非常に豪華な墓が、丘砦（きゅうさい）の定住地近くの大きな墳丘の下から見つかっている。副葬品にはしばしば戦車や馬銜（はみ）、軛（くびき）などが含まれる。戦車が出土した墓として著名なものはチェコのビチ・スカーラ、ヴィクス、ドイツのホッホドルフである。またドイツのケルンテン州フロックから鉛製の戦車の模型が発見されている。副葬品には青銅や金で作られた精巧な装飾品やヒルシュテンランデンの戦士のような石像が見られる。
西文化圏の中心地の物資文化は安定した社会的、経済的な均衡を保つのに十分豊かだった。しかし紀元前600年ごろ、ギリシャの植民地マルセイユが誕生し、エトルリア文化が興隆すると、アルプス以北のハルシュタット文化の定住地に長期間に渡って社会的、文化的な変化をもたらしたローヌ川を介した交易が終焉を迎え、強い力を持つ地方の首長が台頭し、地中海世界から入ってくる贅沢品の供給を支配するようになった。これはラ・テーヌ文化にも見られる特徴でもある。なおヨーロッパでハルシュタット時代の青銅器が最も大量に出土しているのはルーマニアである。